# 山本一太
山本一太（日语：／ Yamamoto Ichita，1958年1月24日—），日本政治家，群馬縣知事，前自由民主黨黨員。出身於群馬縣高崎市（舊群馬郡倉淵村）。1995年至今連續當選4屆參議院議員。中央大學大學院客席教授。
歷任外務政務次官、參議院外交防衛委員長、外務副大臣等職務。2012年首次入閣，被任命為第二次安倍內閣的内閣府特命擔當大臣（科學技術政策·北方及北方對策·宇宙政策擔當）
父親山本富雄也是政治家，曾擔任農林水產大臣。

## 外部連結
- 官方網站 （页面存档备份，存于）
- 官方博客
- 山本一太的X（前Twitter）

| 官衔                     | 官衔                                                            | 官衔                       |
| ------------------------ | --------------------------------------------------------------- | -------------------------- |
| 前任： 樽床伸二          | 內閣府特命擔當大臣 （沖繩及北方對策擔當） 第17代：2012年—2014年 | 繼任： 山口俊一            |
| 前任： 小野寺五典 木村仁 | 外務副大臣 2008年                                               | 繼任： 伊藤信太郎 石崎聖子 |
| 政党职务                 |                                                                 |                            |
| 前任： 林芳正            | 自由民主黨參議院政策審議會長 2010年—2011年                      | 繼任： 岩城光英            |
| 議會席位                 |                                                                 |                            |
| 前任： 松村龍二          | 參議院外交防衛委員長 2003年—2004年                              | 繼任： 林芳正              |